# Hans Hildebrand
Hans Olof Hildebrand (Estocolmo, 5 de abril de 1842 - Estocolmo, 2 de febrero de 1913) fue un arqueólogo y anticuario nacional sueco, secretario permanente de la Real Academia Sueca de Letras, Historia y Antigüedades.

## Biografía
Hildebrand fue hijo del arqueólogo, numismático y museólogo Bror Emil Hildebrand (1806-1884) y de Anna Mathilda Ekecrantz.
Estudió en Upsala, donde se destacó en lenguas y en historia medieval. En 1865, se convirtió en amanuense en el Museo Estatal de Historia y, en 1866, obtuvo su doctorado en filosofía en Upsala.
Desde 1879 hasta 1907, ocupó el cargo de anticuario nacional y secretario permanente en la Real Academia Sueca de Letras, Historia y Antigüedades, sucediendo a su padre. Su extensa actividad literaria abarcó la arqueología, egiptología, etnografía, antropología, historia de la religión, lingüística, runología, historia del arte y la iglesia, heráldica, esfragística, historia moderna y más.
Hildebrand desafió las teorías contemporáneas, como la etnicidad diferente entre suecos y gautas, aunque esta idea resultó insostenible con el tiempo. Su obra Svenska folket under hednatiden (‘el pueblo sueco durante la era pagana’) recibió el premio Geijerska y se destacó por su metodología influyente en arqueología y numismática. También contribuyó significativamente a la investigación sobre Islandia y tradujo las sagas de Snorri Sturluson.

## Premios y reconocimientos
Hildebrand recibió el premio Geijerska por su tesis Svenska folket under hednatiden. Además, su labor en arqueología y numismática le otorgó reconocimiento internacional.
Fue comisionado sueco ante la Exposición Geográfica de Venecia en 1881 y desempeñó un papel clave en la Sociedad Sueca de Antropología y Geografía.

## Obras
Hildebrand fue un escritor prolífico con más de 200 contribuciones al Månadsblad de la Real Academia Sueca de Letras, Historia y Antigüedades. Sus obras abarcan una amplia gama de temas, desde la prehistoria hasta la Edad Media, incluida la numismática, la historia del arte escandinavo en la época pagana y mucho más.
Entre sus obras más destacadas se encuentra Sveriges medeltid, un proyecto monumental que abordó la Edad Media sueca en cinco libros, aunque quedó incompleto en 1903.
Este erudito polifacético también desempeñó roles importantes en sociedades académicas, como la Sociedad Sueca de Antropología y Geografía y la Asociación Sueca de Turismo.
Contribuyó a la historia de las mujeres como presidente de la Asociación Fredrika Bremer y estuvo involucrado en la discusión sobre la relación entre historia y cultura.